# Коэффициент надёжности (хоккей с шайбой)
Коэффициент надёжности в хоккее с шайбой показывает, сколько в среднем шайб пропускает вратарь за 60 минут игрового времени.
Является одной из ключевых характеристик рейтинга хоккейного вратаря. Коэффициент учитывает частые смены вратарей в хоккее и позволяет вывести среднее число шайб даже для голкиперов, не сыгравших ни одного полного матча. В статистике обозначается обычно как КН, ПШСР, GAA (англ. Goals against average). При расчёте КН шайбы, заброшенные в овертайме, и время, проведённое на льду в овертайме, учитываются, в то время как голы в пустые ворота и реализованные буллиты не учитываются.
Коэффициент надёжности обычно обозначается с точностью до сотых и рассчитывается по формуле:
{\displaystyle {\text{КН}}={\frac {\text{60 мин × пропущенные шайбы}}{\text{общее время на площадке}}}}.
Отличным коэффициентом для вратарей считается КН{\displaystyle \leqslant } 2,00 — меньше двух шайб за 60 минут игры.

## Коэффициент надёжности в НХЛ
Алек Коннелл и Джордж Хэйнсуорт возглавляют список вратарей НХЛ, имеющих самый низкий показатель КН. Кроме того, они единственные голкиперы НХЛ, сыгравшие более ста матчей, чей коэффициент надёжности за карьеру составил меньше, чем 2,00.